# Kuntaur
Kuntaur eller Kuntaur Wharf Town är en ort i Gambia, huvudort i kommunen med samma namn. Den ligger i regionen Central River, i den östra delen av landet, 180 km öster om huvudstaden Banjul. Antalet invånare var 1 245 vid folkräkningen 2013.